# Усадьба Спасское-Куркино
Уса́дьба Спасское-Куркино — дворянская усадьба начала XIX века в селе Куркино, Вологодского района, Вологодской области . Построена в стиле провинциального классицизма. Памятник истории и культуры регионального значения. В настоящее время проводятся реставрационные работы.

## История
Усадьба Спасское-Куркино —  представляет собой один из крупнейших и красивейших на Вологодчине историко-архитектурных ансамблей провинциальной усадебной культуры XIX века.
Дворянская семья Резановых являлась первоначальными владельцами имения Спасское-Куркино. Это значимые крупные землевладельцы, которым принадлежали 139 сёл и деревень Вологодской губернии. Они значительные средства затратили на создание крепкого помещичьего хозяйства и благоустройство усадьбы. В 1818 году, Фёдор Дмитриевич Резанов на свои деньги построил в селе рядом с усадьбой каменную церковь Спаса-Преображения.
В 1880-е годы единственная наследница и представительница рода Резановых приняла решение выйти замуж за молодого дворянина Андреева. Усадьба в качестве наследства перешла во владения рода Андреевых. Резановы и Андреевы, а также Л.А. Гизетти, супруги последнего владельца усадьбы Н.Н. Андреева, имеют родство с такими значимыми людьми страны как генералиссимус А.В. Суворов и фельдмаршал М.И. Кутузов, писатель И.С.Тургенев и А.М. Ридигер – патриарх Московский и всея Руси Алексий II. Отец будущего патриарха неоднократно в младенческом возрасте посещал усадьбу Спасское-Куркино.
После установления советской власти усадьба перешла в распоряжении ГубЧК, а позже здесь расположились различные сельскохозяйственные учреждения. Отсутствие должного ухода привело к запущенности здания усадьбы и прилегающего парка. 
Куркинская усадьба в былые времена состояла из большого полукаменного господского дома, каменного флигеля, песочного балкона (крытая песочница, где дети гуляли во время дождя), деревянного музыкального павильона (здесь играл оркестр из 40 музыкантов), а также огромного парка с березовыми и липовыми аллеями, кружалами и беседками, оранжереей, белого двора перед конюшней, каскада прудов с островками, купальней, и многочисленных хозяйственных построек. 
Главное здание усадьбы – полукаменный, двухэтажный с антресолями дом, выстроен из лиственницы. Фасад строения украшает мощный портик с шестью деревянными колоннами дорического ордена и легким треугольным фронтоном. Площадь здания 1200 квадратных метров с большим количеством окон. 25 основных комнат, которые были покрыты паркетом из палисандрового красного и чёрного дерева. Мебель была представлена в стиле ампир из красного дерева или карельской березы, расписные потолки были украшены плафонами и хрустальными люстрами, стены покрывали шелковые обои. Имелась богатая библиотека.  

## Современное состояние

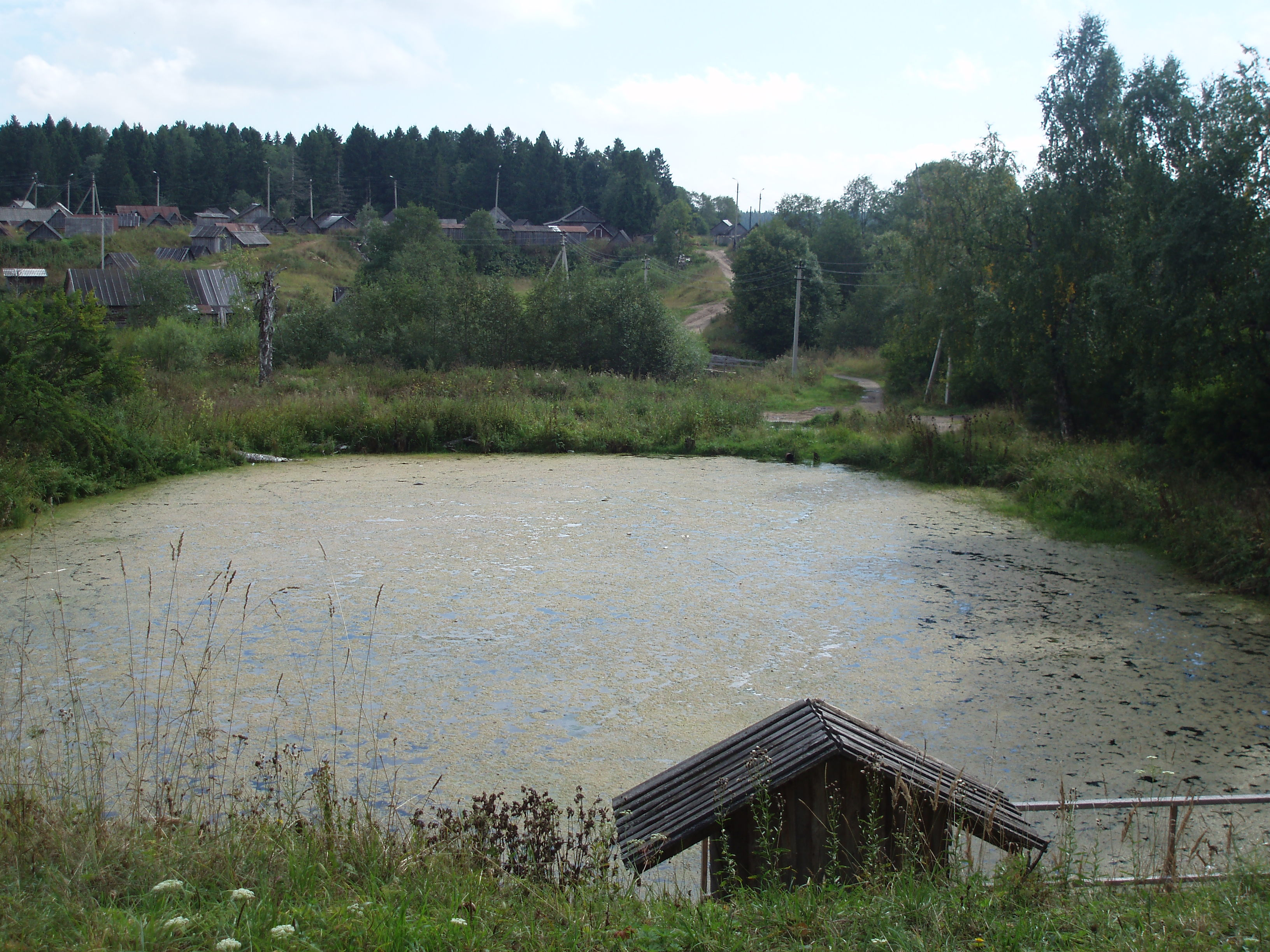
Каскад прудов

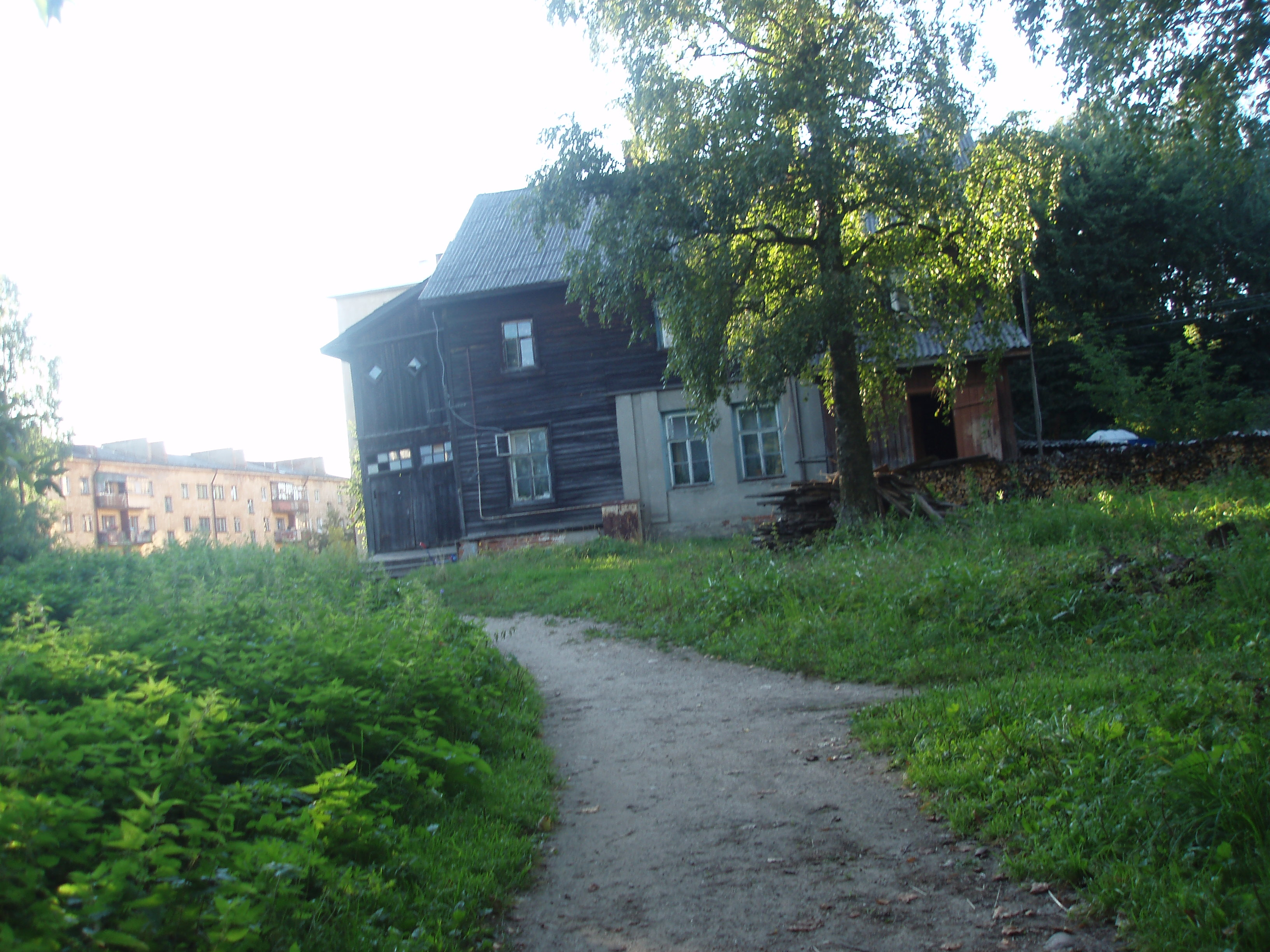
Музыкантский дом

В настоящее время на территории комплекса сохранились большой барский дом, прилегающий к нему флигель и музыкальный павильон, также имеется деревянное здание бывшей богадельни, которое было обустроено для инвалидов и сирот в годы Первой мировой войны. Английский парк в форме двуглавого орла и каскад из четырёх рукотворных прудов также сохранились. На небольшом расстоянии от последнего пруда был расположен «оленник»: небольшой лесной массив, в котором разводили оленей для занятия охотой. 
В 2006 году старинный парк и несколько зданий бывшей дворянской усадьбы получили статус объекта культурного наследия регионального значения. В настоящее время является особо охраняемой природной территорией. Трехствольные липы стали особенностью природного ландшафта. Здесь расположились обрезанные берёзы, выращенные опытными садовниками, работающими в усадьбе Резановых-Андреевых.
В последние годы на территории усадьбы проводятся восстановительные реставрационные работы. Основная задача восстановить былую красоту сооружений и прилегающей природной зоны, а также создание на этой площадке музейно-туристического комплекса. Хранитель усадьбы, местный активист Николай Сайкин ведёт активный поиск необходимых средств на восстановительные работы.

## Документы
Приказ от 19.09.2016 г. № 271-О г. Вологда. «ОБ УТВЕРЖДЕНИИ ОХРАННОГО ОБЯЗАТЕЛЬСТВА ОБЪЕКТА КУЛЬТУРНОГО НАСЛЕДИЯ РЕГИОНАЛЬНОГО ЗНАЧЕНИЯ "УСАДЬБА СПАССКОЕ-КУРКИНО, XVIII - НАЧ. XX ВВ.", ГЛАВНЫЙ ДОМ».